# 40-я дальне-бомбардировочная авиационная дивизия
40-я дальне-бомбардировочная авиационная дивизия (40-я дбад) — авиационное соединение Военно-Воздушных сил (ВВС) Вооружённых Сил РККА дальней бомбардировочной авиации, принимавшее участие в боевых действиях Великой Отечественной войны.

## История наименований дивизии
Дивизия именовалась:
- 40-я дальне-бомбардировочная авиационная дивизия;
- 40-я дальнебомбардировочная авиационная дивизия;
- 40-я авиационная дивизия дальнего действия;
- 40-я авиационная дивизия.

## История и боевой путь дивизии

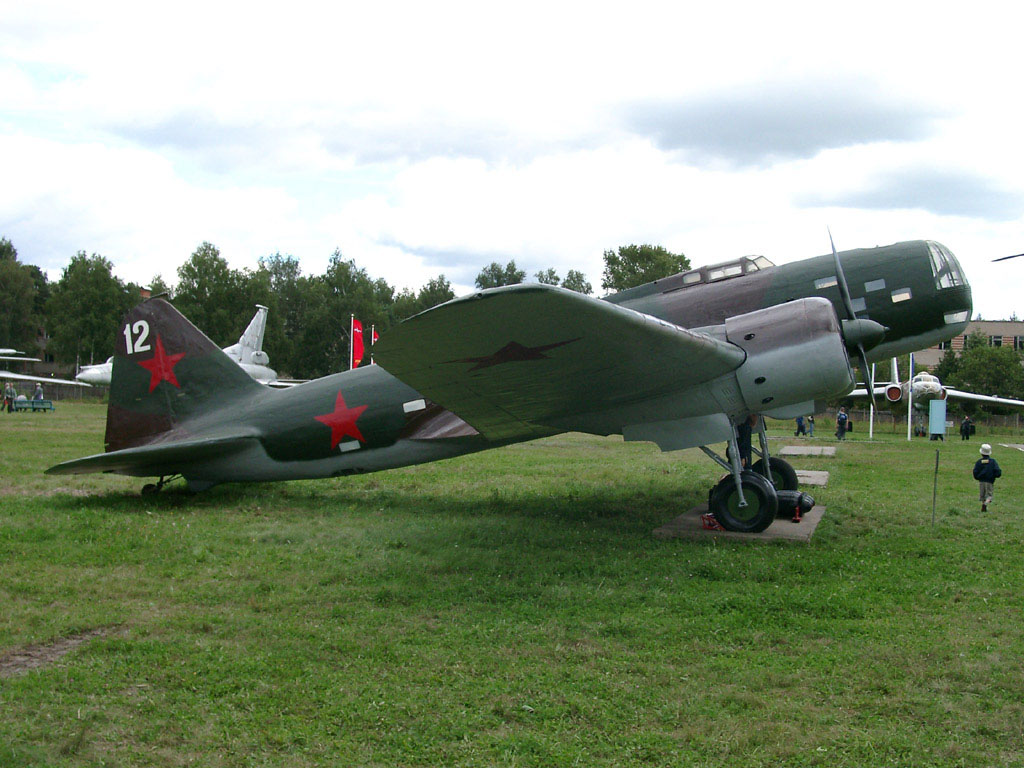
Самолёты дивизии ДБ-3

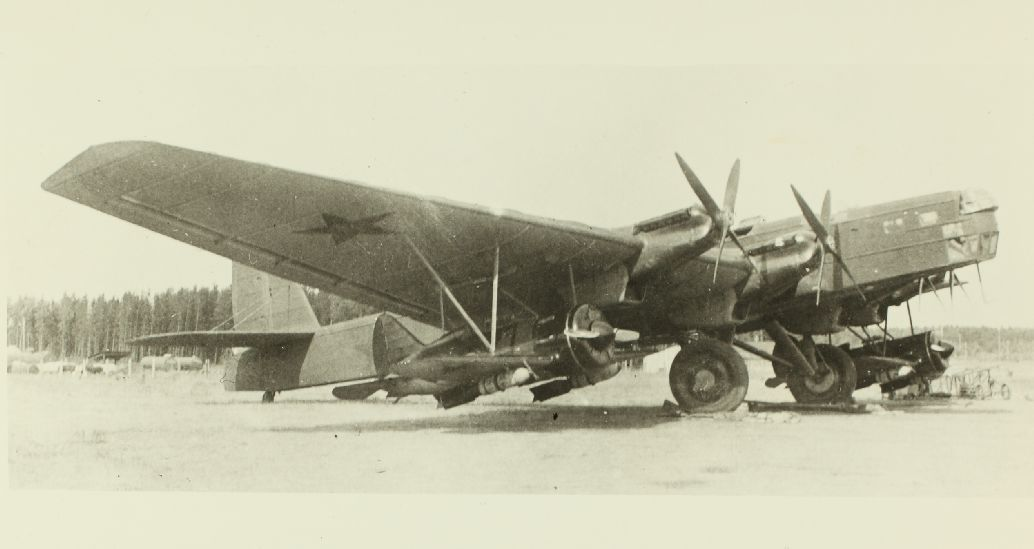
Самолёты дивизии TB-3

Дивизия сформирована на основе Постановления СНК СССР № 1344-524сс от 25 июля 1940 года и № 2265-977сс от 5 ноября 1940 года «О Военно-Воздушных Силах Красной Армии», согласно которому в целях повышения специальной подготовки дальнебомбардировочной авиации, соответствующей возлагаемым на неё задачам:
- дальнебомбардировочные авиационные полки, вооружённые самолётами ТБЗ, ТБ-7 и ДБ-3, выделить в самостоятельные дальнебомбардировочные дивизии в составе трёх дальнебомбардировочных авиационных полков;
- дальнебомбардировочные авиационные дивизии именовать: авиационными дивизиями Дальнего Действия;
- авиационные дивизии ДД в учебно-строевом отношении подчинить Начальнику Главного управления ВВС Красной Армии, а в административно-хозяйственном отношений — Командующим войсками военных округов, на территории которых они будут дислоцированы.
- для руководства боевой и специальной подготовкой дивизий образовать в составе ГУВВС Управление дальнебомбардировочной авиации.
- утвердить состав дивизии — 40-я авиадивизия ДД в составе 53-го, 204-го и 200-го авиаполков ДБ-3 с дислокацией с дислокацией дивизии на аэродромах в Кречевицы и Крестцы.

Формировалась с одновременным формированием 1-го авиационного корпуса дальней бомбардировочной авиации Ленинградского военного округа.
В состав дивизии при формировании вошли:
- управление дивизии (аэродром Кречевицы, 1 самолёт ДБ-3Ф, 2 экипажа);
- 53-й дальнебомбардировочный авиационный полк, (аэродром Кречевицы, 55 самолётов ДБ-3Ф и ДБ-3А, 48 экипажей);
- 200-й дальнебомбардировочный авиационный полк, (аэродром Кречевицы, 38 самолётов ДБ-3Ф, 51 экипаж);
- 7-й тяжелый бомбардировочный авиационный полк, (аэродром Сольцы, 68 самолётов ТБ-3, 37 экипажей).

По планам командования на случай войны первоочередными целями для дивизии служили военные объекты в Данциг и Кёнигсберге.
Состав дивизии на 22 июня 1941 года
Управление — Кречевицы
53-й дальнебомбардировочный авиационный полк — Кречевицы
200-й дальнебомбардировочный авиационный полк — Кречевицы
7-й тяжелый бомбардировочный авиационный полк — Сольцы. В начале июня был выведен из состава дивизии, переименован в отдельный десантно-бомбардировочный полк и придан 5-му воздушно-десантному корпусу.
После начала войны 1-й авиационный корпус дальней бомбардировочной авиации приступил к действиям по планам на случай войны. 22 июня 1941 года по сигналу боевой тревоги полки корпуса приступили к рассредоточению по восьми полевым аэродромам. Полки дивизии получили задачу, в ночь на 23 июня:
- 7-й тяжелый бомбардировочный авиационный полк (самолеты ТБ-3) — перевозка грузов и горючего для перебазирующихся к границе частей, нанесение бомбового удара по складам и железнодорожной станции Кёнигсберг;
- 53-й дальнебомбардировочный авиационный полк — нанесение бомбового удара по верфям, нефтехранилищам и складам порта Данциг.

Первый боевой вылет дивизии состоялся вечером 23 июня. Первые вылеты прошли без потерь, 24 июня бомбардировщ"ки попали под зенитный обстрел и были атакованы парой Ме-109 в районе между рекой Неман и посёлком Гросс-Скайсгиррен. Два ДБ-3 53-ro авиаполка, получив повреждения, были разбиты при вынужденной посадке на своей территории, а подбитый ДБ-3ф 7-го дбап дотянул до своей территории, но из-за приближения немецких войск был брошен экипажем. Согласно архивным документам немецкого командования при налёте 23 июня сильные повреждения получили 8 зданий, частичные — 23 здания. Противовоздушная оборона поздно обнаружила бомбардировщики, и сигнал воздушной тревоги запоздал. В результате погибли 16 человек, имелись тяжелораненые.
Положение на фронтах заставило командование отказаться от нанесения дальнейших ударов по территории Восточной Пруссии и перенести усилия на борьбу с наступающими моторизованными группировками противника. По немецким оценкам: «общей сложности на Кенигсберг сброшено приблизительно 100 бомб. Военные и промышленные объекты не пострадали. В настоящее время (к 05.07.1941 г.) авиационные налёты прекратились».
25 июня полки дивизии бомбили танковые колонны, двигавшиеся в направлении Вильно (Вильнюса) и Шяуляя. Большинство экипажей выполнили в этот день по два боевых вычета. Потери составили 25 самолётов.
В июле лётчики дивизии готовились к нанесению бомбовых ударов по Берлину. В середине июля сводная группа из 15 экипажей от 7-го, 53-го и 200-го дальнебомбардировочных полков вместе с самолётами убыли в командировку в Иваново. Цели командировки не афишировались. Старшим группы назначен командир 200-го дбап майор В. И. Щелкунов.
18 августа 1941 года корпус был расформирован, дивизия вошла в непосредственное подчинение Командованию дальней авиации. В тот же день 200-й дальнебомбардировочный авиационный полк был расформирован, оставшиеся экипажи вошли в состав 53-го полка.
В конце марта 1942 года дивизия была расформирована, полки и управление дивизии обращены на укомплектование 17-й и 36-й авиадивизий.

### В действующей армии
В составе действующей армии дивизия находилась с 22 июня 1942 года по 3 февраля 1942 года.

### Командиры дивизии
| Звание    | Имя                       | Период                                  | Примечание |
| --------- | ------------------------- | --------------------------------------- | ---------- |
| Полковник | Жданов Василий Николаевич | август 1940 года — 24 июня 1941 года    |            |
| Полковник | Батурин Василий Ефимович  | 25 июня 1941 года — 3 февраля 1942 года |            |

### Начальник штаба дивизии
| Звание    | Имя                          | Период                                | Примечание |
| --------- | ---------------------------- | ------------------------------------- | ---------- |
| Полковник | Корсаков, Николай Михайлович | август 1940 года — 31 марта 1942 года |            |

### В составе объединений
| Дата          | Армия                            | Корпус                                                  |
| ------------- | -------------------------------- | ------------------------------------------------------- |
| 05.11.1940 г. | Дальняя бомбардировочная авиация | 1-й авиационный корпус дальней бомбардировочной авиации |
| 22.06.1941 г. | Дальняя бомбардировочная авиация | 1-й авиационный корпус дальней бомбардировочной авиации |
| 18.08.1941 г. | Дальняя бомбардировочная авиация |                                                         |
| 31.03.1942 г. | Дальняя бомбардировочная авиация |                                                         |

## Герои Советского Союза
- Крюков Николай Васильевич, капитан, командир эскадрильи 53-го дальнего бомбардировочного авиационного полка 40-й дальнебомбардировочной авиационной дивизии Указом Президиума Верховного Совета СССР от 16 сентября 1941 года удостоен звания Герой Советского Союза. Золотая Звезда № 535.
- Малыгин, Василий Иванович, майор, штурман 40-й дальнебомбардировочной авиационной дивизии Указом Президиума Верховного Совета СССР от 16 сентября 1941 года удостоен звания Герой Советского Союза. Золотая Звезда № 537.
- Щелкунов Василий Иванович, майор, заместитель командира 200-го дальнего бомбардировочного авиационного полка 40-й дальнебомбардировочной авиационной дивизии Указом Президиума Верховного Совета СССР от 16 сентября 1941 года удостоен звания Герой Советского Союза. Золотая Звезда № 538.